# Argentina ved vinter-OL 2022
Argentina deltager i vinter-OL 2022 i Beijing, Kina i perioden 4. – 20. februar 2022.

## Medaljer
| 2022 Beijing | Guld | Sølv | Bronze | Total |
| Argentina    | -    | -    | -      | -     |

### Medaljevindere
| Albanien under vinter-OL 2022 i Beijing | Albanien under vinter-OL 2022 i Beijing | Albanien under vinter-OL 2022 i Beijing | Albanien under vinter-OL 2022 i Beijing | Albanien under vinter-OL 2022 i Beijing |
| Medalje                                 | Navn                                    | Sport                                   | Event                                   | Dato                                    |
| --------------------------------------- | --------------------------------------- | --------------------------------------- | --------------------------------------- | --------------------------------------- |
| Guld                                    | -                                       | -                                       | -                                       | -                                       |
| Sølv                                    | -                                       | -                                       | -                                       | -                                       |
| Bronze                                  | -                                       | -                                       | -                                       | -                                       |